# Margarethe Seybold
Margarethe Seybold, auch Margaretha († 14. Dezember 1590 im fränkischen Weißenburg im Nordgau), genannt Bößmüllerin (von Bösmühle, abgeleitet vom Bösbach), war eine als Hebamme tätige Müllersfrau, die im Juli 1590 nach einer unter Folter erpressten Denunziation gefangengesetzt und als Hexe hingerichtet wurde. Margarethe hatte 1573 Linhardt Seybold, den Müller auf der Bößmühle bei Weißenburg, geheiratet. Sie brachte elf Kinder zur Welt, das jüngste im Juni 1589. Im Juli 1590 als angebliche Hexe verhaftet, sah sich der von der katholischen Stadt Ellingen unter Handlungsdruck gesetzte evangelische Rat von Weißenburg nach einem theologischen Gutachten aus Nürnberg veranlasst, die Bößmüllerin verhaften, foltern und am 14. Dezember 1590 hinrichten zu lassen. Neben einer Magd, die zusammen mit ihr hingerichtet wurde, war sie die einzige angebliche Hexe, die in Weißenburg hingerichtet wurde. Eine kleine Hinweistafel an ihrem Wohnort erinnert an das Opfer der frühneuzeitlichen Hexenverfolgung.

## Einordnung und Vorgehen des Rates
Die im katholischen Ellingen unter Verdacht geratenen Anna Zahn und Barbara Bauner nannten unter der Folter andere Frauen als Hexen, darunter die Bößmüllerin. Dabei wurden ihr, wie meistens in solchen Verfahren, sexuelle Ausschweifungen mit Dämonen oder dem Teufel, Eindringen in Häuser, in diesem Falle Weinkeller, Schadenszauber, Giftmischerei und zwei Kindsmorde angehängt. Daraufhin drohte Ellingen der seit 1524 protestantischen Reichsstadt Weißenburg mit der allgemeinen Bekanntmachung der Namen von Hexen, um die Nachbarstadt zum Vorgehen gegen die verdächtigte Weißenburgerin zu zwingen. In Ellingen waren von den Deutschordensherren, deren Landkomtur von Franken in Ellingen residierte, in den vorhergehenden Monaten mindestens 70 Frauen als Hexen hingerichtet worden.
Die Weißenburger Ratsherren wandten sich ihrerseits am 16. März 1590 mit der Bitte um ein theologisches und ein juristisches Gutachten an die gleichfalls evangelische Reichsstadt Nürnberg. Deren Gutachten erreichten in den nächsten Wochen Weißenburg. In dem Gutachten der Rechtsgelehrten, das am 22. April eintraf, wurde zu sorgfältigem und besonnenem Vorgehen geraten, im Gegensatz zum Gutachten der Theologen, das am 26. Mai eintraf, und das „zu strengem Vorgehen gegen das Hexenwerk“ riet. Auch sollte die weltliche Gewalt daran erinnert werden, „daß sie wo es nötig sein möchte, des Schwertes Schneide herfürkehre“. Die endzeitliche Stimmung in jenen Jahren floss in das Gutachten gleichfalls ein: „Der Satan ist jetzt viel unmüßiger, als zuvor, denn es ist ihm wohl bewußt, daß die Welt zum Ende hin eilt und sein gerechtes Urteil hierzu eilet, darum richtet er allenthalben in der Welt ein greulich Blutbad an auch unter den Christen, schüret auch seinen Mitgenossen die Brände gar redlich, welche er aus der christlichen Gemeinde in seine Zunft gebracht und nicht allein in den zeitlichen Untergang sondern auch in ewiges Verderben gestürzt hat.“ Verfasser des Gutachtens waren die Prediger „Moritz Heling, Johann Schelhamer, Prediger zu St. Lorenz, Lorentz Turmhöfer, Prediger zu St. Egidien, Johann Kaufmann, Prediger im Spital, Heneus Schmidel, Prediger zu St. Sebald, Martinus Schallinger, zu Unser Lieben Frau“. Die Juristen hingegen hatten verlangt, dass Vorleben und Leumund berücksichtigt werden müssen, dann, wer die Frauen beschuldigt habe, und „So könnte man auf solche Judizia [Anschuldigung] alleine ohne andere Adminicula [Beweismaterialien] keineswegs fußen, noch viel weniger die bezeichneten Personen in Haft nehmen oder mit der Tortur und peinlicher Befragung angreifen, sonderlich wenn dieselben Verhafteten sich zur Notdurft entschuldigten und daran festzuhalten bitten“.

## Verhaftung, Folter, Hinrichtung
Obwohl schon Ende Mai beide Gutachten vorlagen, dauerte es mehr als einen weiteren Monat, bis sich die Ratsherren zu einem Entschluss durchrangen. Erst Anfang Juli 1590 wurde die Bößmüllerin verhaftet. Ein Scharfrichter aus Biberbach, der für seine Dienste 4 Gulden erhielt, suchte am Körper der Verdächtigten nach Hexenmalen, ein einschlägiges Vorgehen, das jedoch ein weiterer, diesmal protestantischer Scharfrichter aus Lauingen, am 22. Juli wiederholte. Er erhielt 20 Gulden. Am 19. September 1590 legte das Opfer schließlich unter den Schmerzen mehrfacher peinlicher Befragung eines Scharfrichters aus Nördlingen immer noch kein Geständnis ab. Ob die gleichzeitig gefolterte junge Magd Anna Frank, wohl noch ein Mädchen, gestand, ist nicht bekannt. Sie soll einen Stall angezündet haben, wobei ein dreijähriges Mädchen zu Tode kam. Daraufhin wurden beide „Hexen“, da sie als überführt galten, am 14. Oktober 1590 zum Tod durch Strangulieren und zu anschließendem Verbrennen wegen „teuflischer Hexerei“ verurteilt. Das Urteil wurde zwei Monate später, am 14. Dezember 1590 in Weißenburg vollstreckt. Mit der Hinrichtungsart wurde den beiden das Verbrennen bei vollem Bewusstsein erspart.
Ein weiterer Prozess fand in diesem Umkreis statt, denn im August 1590 wurde die sogenannte Weingärtnerin, eine sechzigjährige Witwe aus Weißenburg, gleichfalls wegen Hexerei verhaftet. Sie starb am 10. Mai 1591 an den Folgen der Folter, ihr Leichnam wurde verscharrt.
Der hinterbliebene Müller heiratete später ein zweites Mal. Diese Frau brachte weitere acht Kinder zur Welt. Er selbst verstarb am 30. Mai 1614.

## Aufarbeitungsversuche
In einer Führung mit der lokalen „Nachtwächterin“ und Historikerin Ute Jäger und in Form einer Aufführung unter dem Titel Die Bösmüllerin oder die Jagd nach der Weißenburger Hexe durch die Weißenburger Bühne wurde der Vorgang an den historischen Schauplätzen nachgezeichnet. Der SPD-Ortsverein Weißenburg forderte, den Weg zur Bösmühle nach Margarethe Seybold zu benennen, was die Mehrheit der Anwohner der davon betroffenen Jahnstraße 2015 jedoch ablehnte, um damit zusammenhängende Kosten zu vermeiden. Immerhin wurde 2016 am Weg zur ehemaligen Bösmühle eine, wenn auch versteckte, Hinweistafel angebracht, die den Text „Stichstraße zur Bösmühle, Wohnort der Müllersgattin Margarethe Seybold, Mutter von 11 Kindern, denunziert und der Hexerei angeklagt, eingekerkert und gefoltert, im einzigen Weißenburger Hexenprozess zum Tode verurteilt und am 14. Dezember 1590 hingerichtet“ trägt. Stadtarchivar Reiner Kammerl zufolge wurden vier weitere Frauen in Weißenburg als Hexen verfolgt.